# 波贾尔多
波贾尔多（義大利語：Poggiardo），是意大利莱切省的一个市镇。总面积19平方公里，人口6137人，人口密度323.0人/平方公里（2009年）。ISTAT代码为075061。